# Luxembourg au Concours Eurovision de la chanson 1962
Le Luxembourg a participé au Concours Eurovision de la chanson 1962, alors appelé le « Grand prix Eurovision de la chanson européenne 1962 », à Luxembourg. C'est la 6e participation luxembourgeoise au Concours Eurovision de la chanson.
Le pays est représenté par le chanteur Camillo Felgen et la chanson Petit Bonhomme, sélectionnés en interne par Télé Luxembourg.

## Sélection interne
Le radiodiffuseur luxembourgeois, Télé Luxembourg, choisit l'artiste et la chanson en interne pour représenter le Luxembourg au Concours Eurovision de la chanson 1962.
Lors de cette sélection, c'est Camillo Felgen et la chanson Petit Bonhomme, écrite par Maurice Vidalin et composée par Jacques Datin avec Jean Roderès comme chef d'orchestre, qui furent choisis. Camillo Felgen a déjà représenté le Luxembourg à l'Eurovision en 1960.
| Ordre | Interprète     | Chanson        | Langue   |
| ----- | -------------- | -------------- | -------- |
| 1     | Camillo Felgen | Petit Bonhomme | Français |

## À l'Eurovision
Chaque jury d'un pays attribue 3, 2 et 1 vote à ses 3 chansons préférées.

### Points attribués par le Luxembourg
| 3 points | Monaco |
| 2 points | Italie |
| 1 point  | France |

### Points attribués au Luxembourg
| 3 points                      | 2 points | 1 point             |
| ----------------------------- | -------- | ------------------- |
| - Belgique - Espagne - Monaco |          | - Autriche - Suisse |

Camillo Felgen interprète Petit Bonhomme en 14e position, après le Royaume-Uni et avant l'Italie. Au terme du vote final, le Luxembourg termine 3e sur 16 pays, ayant reçu 11 points.